# Regionalliga Süd
La Regionalliga Süd (del inglés: Regional League South) fue una de las ligas de fútbol que conformaban la cuarta división de la Liga alemana de fútbol. Hasta la introducción de la tercera Liga en 2008, fue el tercer nivel.

## Visión general
La Regionalliga Süd fue introducida en 1994 junto con otras tres Regionalligas:
- Regionalliga Nord
- Regionalliga Nordost
- Regionalliga West/Südwest

La razón para su introducción fue crear una liga regional más alta para el sur de Alemania y para permitir sus campeones y algunos años los finalistas demasiado, promoverse directamente a la 2. Bundesliga. Anterior a la introducción de las cuatro Regionalligas, las ligas por debajo de la segunda división fueron el Oberligas, que había diez de. Los campeones de diez Oberliga tuvieron que ir a través de una promoción de play-off en lugar de ser promovido directamente.
La Regionalliga Süd originalmente estaba compuesto por de clubes de los tres estados federados del sur de Baviera, Hesse y Baden-Wurtemberg. En el año 2000, con la reducción del número de Regionalligas, la Liga también cubre los estados de Renania-Palatinado, Sarre y Turingia. También incorporó un club de Renania del Norte-Westfalia, el Sportfreunde Siegen.
A partir de 2008, con la ampliación del número de Regionalligas a tres, la Liga nuevamente sólo contenía clubes de los tres estados originales.

## Fundación de la Regionalliga Süd

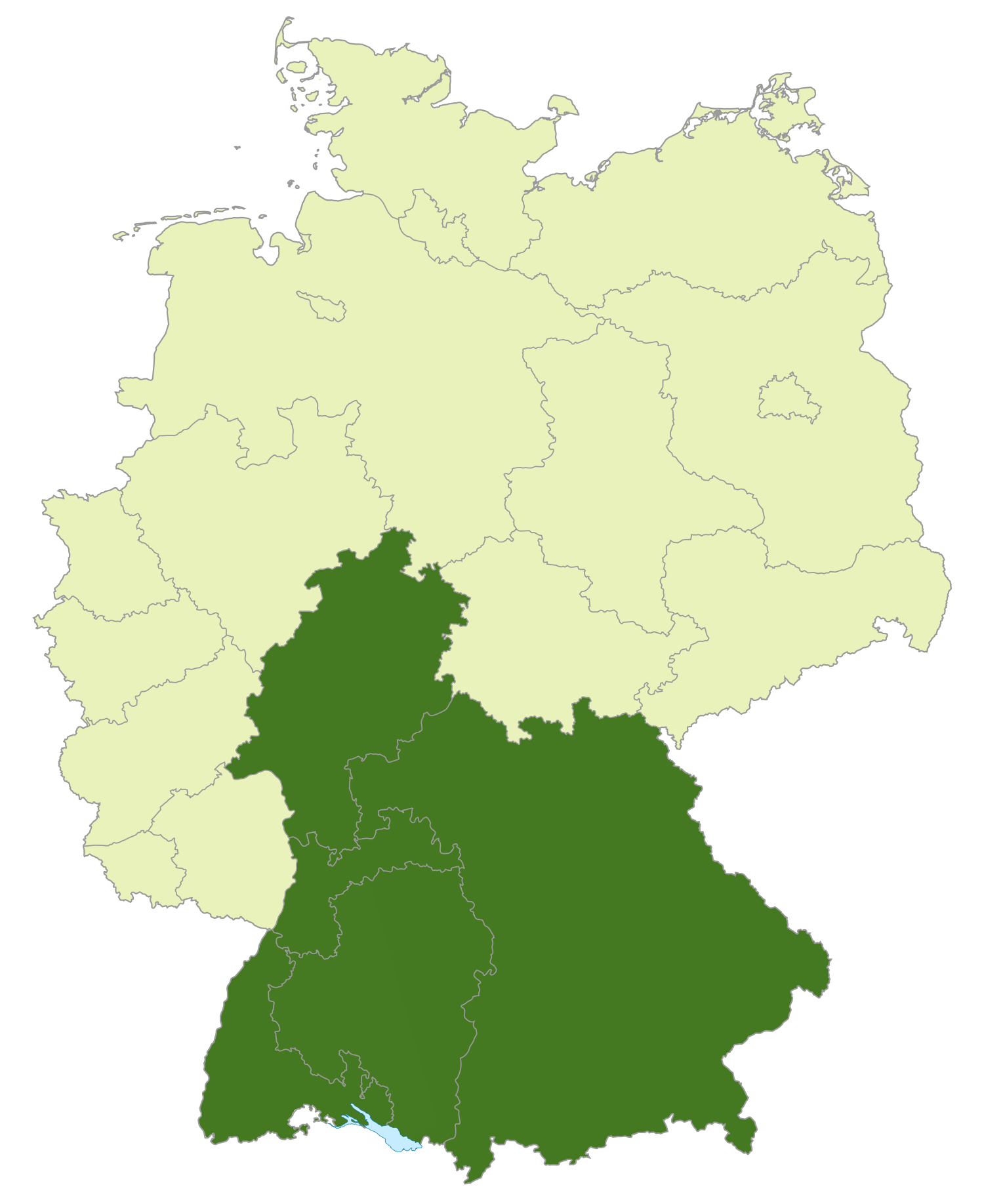
Mapa de Alemania:La Regionalliga Süd (1994–2000).

La Regionalliga Süd se formó en 1994 con 18 clubes, originalmente con seis de cada uno de los tres Oberligas. Sin embargo, Baden-Württemberg perdió un lugar debido a los Stuttgarter Kickers ser relegado de la 2. Bundesliga.
Los miembros fundadores fueron:
Desde la Segunda Bundesliga:
- Stuttgarter Kickers (Oberliga Baden-Württemberg)

Desde el Oberliga Bayern:
- FC Augsburgo
- SpVgg Unterhaching
- SpVgg Fürth
- TSV Vestenbergsgreuth
- FC Bayern Múnich II
- SV Lohhof

Desde la Oberliga Baden-Württemberg:
- SSV Ulm 1846
- SpVgg Ludwigsburg
- TSF Ditzingen
- SSV Reutlingen
- VfR Mannheim

Desde la Oberliga Hessen:
- Hessen de Hessen Kassel
- Kickers Offenbach
- Frankfurt rot-Weiß
- SG Egelsbach
- SV Wehen
- SV Darmstadt 98

La "nueva" Regionalliga Süd fue realmente una reforma de los "antiguos" Regionalliga Süd que operó entre 1963 y 1974 en la misma región pero entonces como la segunda categoría del fútbol alemán. A diferencia de la "vieja" Regionalliga, uno nuevo permitió equipos de reserva competir en ella.
Su primera temporada vio el SpVgg Unterhaching ganar la Liga y ser promovido a la Bundesliga 2, mientras que tres de los cuatro equipos relegados provenían de Hessen.

## La expansión de la Liga en 2000

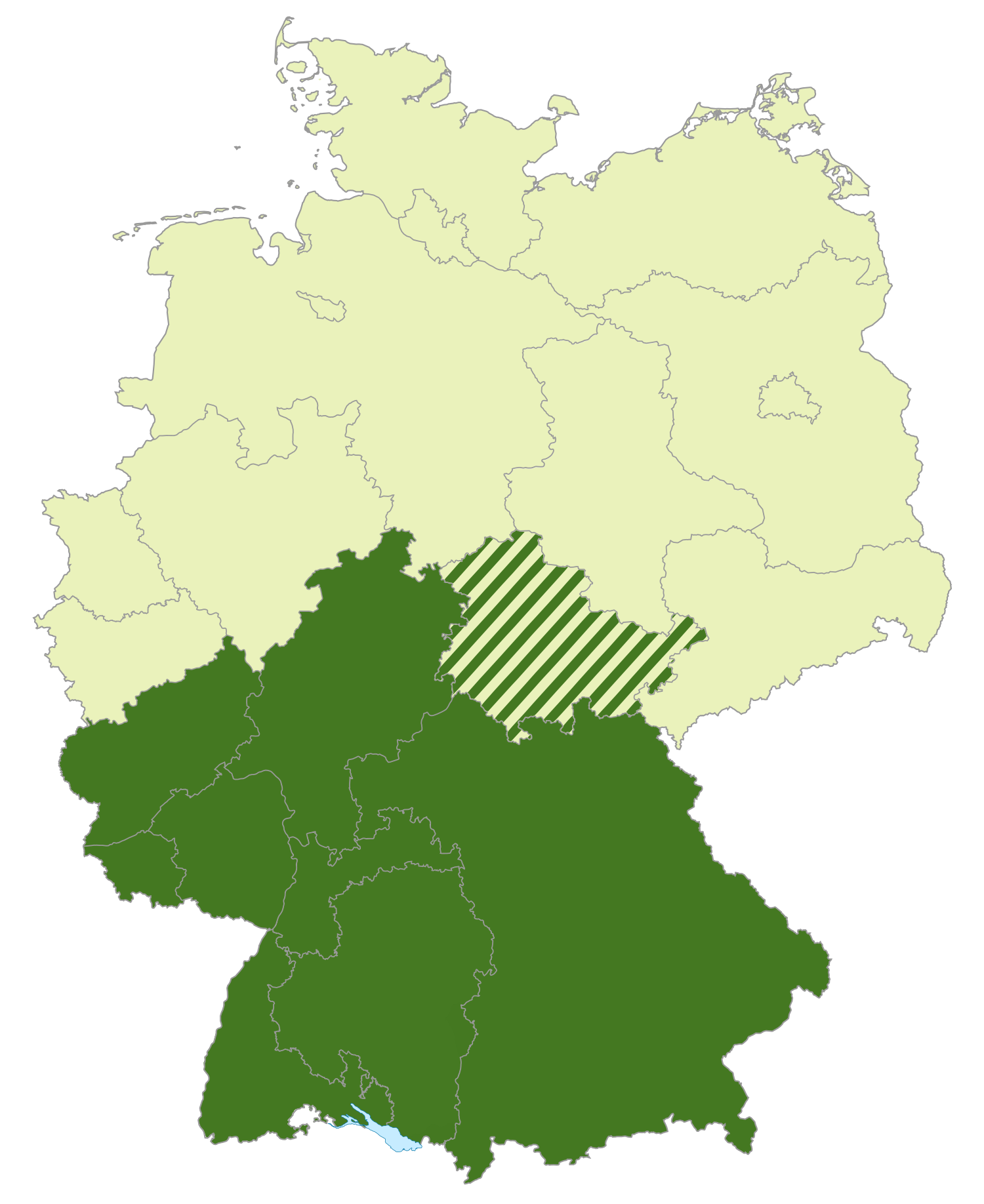
Mapa de Alemania:La Regionalliga Süd (2000–2008).

Después de seis temporadas, en 2000, el número de Regionalligas se redujo de cuatro a dos. Sólo el Süd de Regionalligas y el distrito sobrevivieron. Los clubes de los otros dos estaban repartidos de acuerdo con su ubicación geográfica.
Para hacer espacio para estos clubes extras sin expansión pasado el número de equipo de 18, el fondo siete clasificados debían ser relegado. Sin embargo, FC Augsburgo (8) no ha recibido una licencia para la próxima temporada y Karlsruher SC II (12) tuvo que desplegable porque el primer equipo fue relegado a la Regionalliga y regulaciones prohíben dos equipos desde el mismo club para competir en la misma liga.
Los clubes relegados fueron:
- FC Augsburgo
- Karlsruher SC II
- FSV Fráncfort
- TSF Ditzingen
- SG Quelle Fürth
- Borussia Fulda
- SV Lohhof

En su lokatie fueron admitidos los siguientes siete equipos:
Desde la Segunda Bundesliga:
- Karlsruher SC
- Kickers Offenbach

Desde el oeste de Regionalliga/Südwest:
- Eintracht Trier
- SV Elversberg
- Sportfreunde Siegen

De la Nordost de Regionalliga:
- FC Carl Zeiss Jena
- Rot-Weiß Erfurt

## La reforma de la Liga en 2008

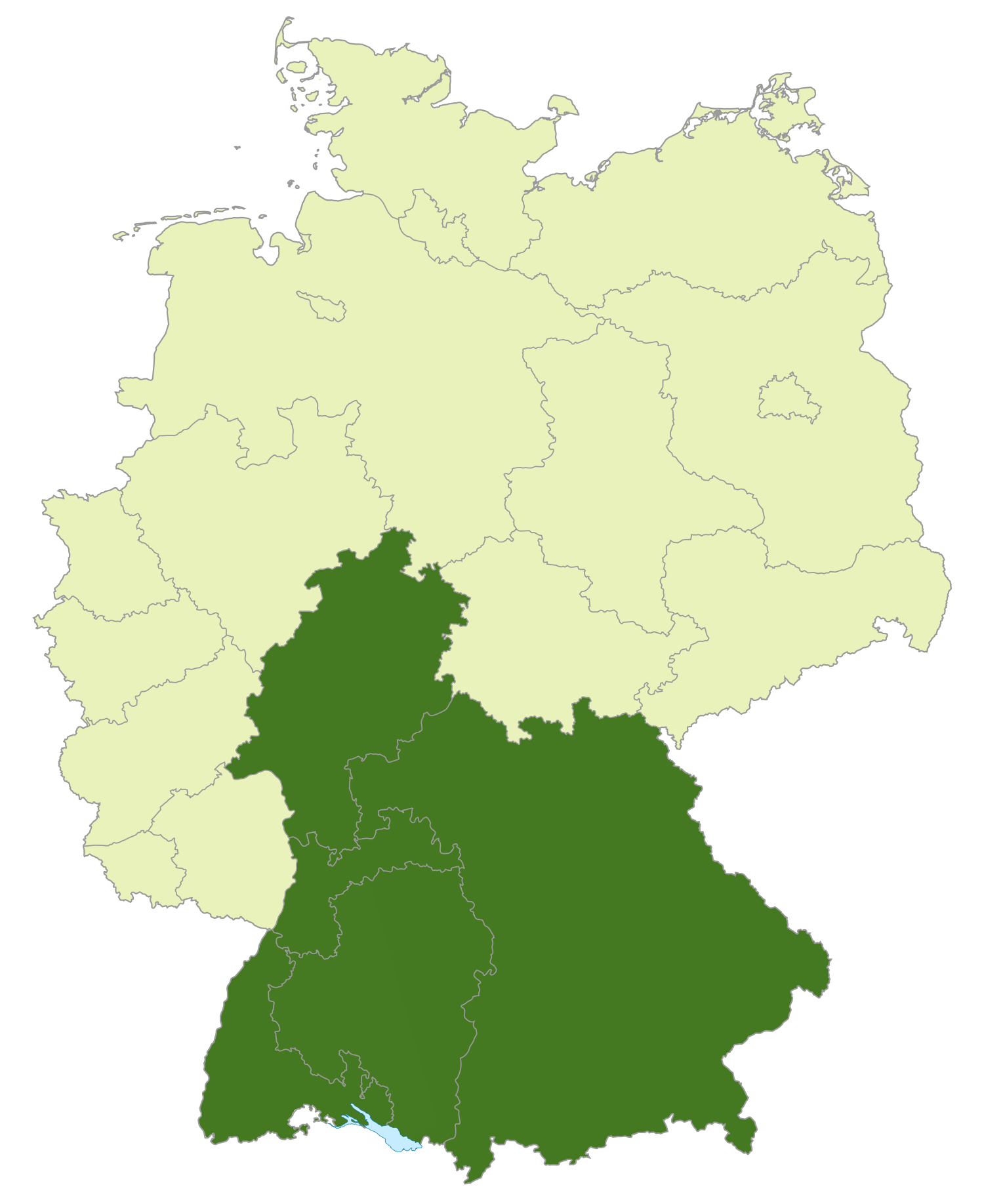
Mapa de Alemania:La Regionalliga Süd (2008–12).

Con la introducción de la tercera Liga en 2008 y de un tercer Regionalliga, Regionalliga Occidente, la liga se convertirá en la cuarta división del fútbol alemán. Los clubes de las regiones que se unieron en 2000 dejará nuevamente y la Regionalliga Süd estará nuevamente sólo compuesto por clubes de Baden-Wurtemberg, Baviera y Hesse.
El maquillaje de las ligas será:
- El ganador y los finalistas de la Regionalliga Süd calificarán para la Segunda Bundesliga (a menos que sean equipos de reserva)
- Clubes colocada tercera a la décima parte irá a la nueva Liga III (se admite sólo a los dos equipos mejor colocados reserva)
- Clubes puesto undécimo a años permanecerá en el Regionalligas (sólo los clubes de los tres Estados del sur irá al grupo sur)

Los cuatro mejores equipos de la Oberligas Baden-Wurtemberg, Hesse y Bayern se promoverá a la Regionalliga Süd
Con la temporada 2007-08 haber terminado el 31 de mayo de 2008, los siguientes equipos han cumplido la cualificación del campo para el  Regionalliga . Sin embargo, calificación financiera será también necerssary.
Quedan en el  ' Regionalliga Süd  ':
- SSV Reutlingen
- TSV 1860 Múnich II
- Hessen de Hessen Kassel
- Karlsruher SC II
- SC Pfullendorf

Desde la  ' Oberliga Bayern  ':
- SpVgg Greuther Fürth II
- 1. FC Nuremberg II
- TSV Grossbardorf
- 1. FC Eintracht Bamberg
- SpVgg Unterhaching II

Desde la  ' Oberliga Hessen  ':
- SV Darmstadt 98
- SV Wehen II
- Viktoria Aschaffenburg
- Eintracht Fráncfort II

Desde la  ' Oberliga Baden-Württemberg  ':
- SSV Ulm 1846
- SV Waldhof Mannheim
- SC Friburgo II
- 1. FC Heidenheim

Sportfreunde Siegen fueron destinado a ser el club XVIII en la Regionalliga Süd pero debido a su insolvencia, el club estará tocando en el Oberliga Nordrhein-Westfalen o a continuación en la temporada 2008-09. 1. FC Eintracht Bamberg fue el equipo más probable que vayan a ser admitidos a la Regionalliga en su lugar, siendo el equipo clasificado quinto en el más grande de las asociaciones de fútbol del sur. Debido a la negativa de una licencia al campeón de  Bayernliga  SpVgg Bayreuth, Bamberg recibió un lugar en la Regionalliga de todos modos. El último lugar disponible ahora pasó al SpVgg Unterhaching II.

## 2008-12
Después de una temporada 2008-09 con un gran número de nuevos clubes, la Liga volvió a un sistema de promoción/descenso normal, con el ganador de ascender a la Liga tercera y los tres últimos-colocado equipos ser relegados a la Oberliga, mientras que los tres campeones de Oberliga sur se promovieron en Activar. En 2008-09, dos clubes de la Liga tercera fueron relegados a la Liga, que habría aumentado el número de equipos a 19. Sin embargo, Waldhof Mannheim fue transferido al oeste Regionalliga para la próxima temporada. Hessen Kassel, que tenía la esperanza de unirse a la Regionalliga Nord para 2009-10 debía permanecer en el sur. Viktoria Aschaffenburg, que terminó en un rango de no-descenso, se retiraron de la Liga, permitiendo Karlsruher SC II permanecer en ella.
Al finalizar la temporada 2011/12 se decidió desaparecer la liga para en su lugar crear la Regionalliga Bayern, por lo que los equipos miembros de la liga pasaron a la nueva Regionalliga.

## Ganadores y finalistas de la Regionalliga Süd
| Temporada  | Ganador             | Finalista               |
| ---------- | ------------------- | ----------------------- |
| 1994-95.   | SpVgg Unterhaching  | Stuttgarter kickers     |
| 1995-96.   | Stuttgarter Kickers | VfR Mannheim            |
| 1996-97.   | 1. FC Nuremberg II  | SpVgg Greuther Fürth    |
| 1997-98.   | SSV Ulm 1846        | Kickers Offenbach       |
| 1998-99.   | SV Waldhof Mannheim | Kickers Offenbach       |
| 1999-2000. | SSV Reutlingen      | SC Pfullendorf          |
| 2000-01    | Karlsruher SC       | VfB Stuttgart II        |
| 2001-02    | Wacker Burghausen   | Eintracht Trier         |
| 2002-03    | SpVgg Unterhaching  | SSV Jahn Regensburg     |
| 2003-04    | FC Bayern Múnich II | Erfurt Rot-Weiß         |
| 2004-05.   | Kickers Offenbach   | Sportfreunde Siegen     |
| 2005-06    | FC Augsburgo        | TuS Koblenz             |
| 2006-07    | SV Wehen            | TSG 1899 Hoffenheim     |
| 2007-08    | FSV Fráncfort       | FC Ingolstadt 04        |
| 2008-09    | 1. FC Heidenheim    | KSV Hessen Kassel       |
| 2009–10    | VfR Aalen           | 1. FC Nuremberg II      |
| 2010–11    | SV Darmstadt 98     | Stuttgarter Kickers     |
| 2011–12    | Stuttgarter Kickers | SG Sonnenhof Großaspach |

Fuente:
- En 1997, también fue promovido el subcampeón  SpVgg Greuther Fürth .
- En 1999, también fue promovido el subcampeón  Kickers Offenbach .
- Desde 2001 hasta 2008, siempre fue promovido los finalistas. En 2001 sin embargo,  FC Schweinfurt 05  (3º lugar) ascendió porque el  VfB Stuttgart II  fue inelegible para el ascenso.
- En 2004,  1. FC Saarbrücken  (3º lugar) gana el ascenso debido a que el  FC Bayern München II  era inelegible para ascender.

## Equipos por temporada
| Club                      | 95 | 96 | 97 | 98 | 99 | 00 | 01 | 02 | 03 | 04 | 05 | 06 | 07 | 08 | 09 | 10 | 11 | 12 |
| ------------------------- | -- | -- | -- | -- | -- | -- | -- | -- | -- | -- | -- | -- | -- | -- | -- | -- | -- | -- |
| TSG 1899 Hoffenheim       |    |    |    |    |    |    |    | 13 | 5  | 5  | 7  | 4  | 2  | 2B | B  | B  | B  | B  |
| 1. FC Nuremberg           | 2B | 2B | 1  | 2B | B  | 2B | 2B | B  | B  | 2B | B  | B  | B  | B  | 2B | B  | B  | B  |
| FC Augsburgo 1            | 9  | 11 | 11 | 10 | 14 | 8  |    |    | 3  | 4  | 4  | 1  | 2B | 2B | 2B | 2B | 2B | B  |
| SpVgg Greuther Fürth 5    | 3  | 8  | 2  | 2B | 2B | 2B | 2B | 2B | 2B | 2B | 2B | 2B | 2B | 2B | 2B | 2B | 2B | 2B |
| Karlsruher SC             | B  | B  | B  | B  | 2B | 2B | 1  | 2B | 2B | 2B | 2B | 2B | 2B | B  | B  | 2B | 2B | 2B |
| FSV Fráncfort             | 2B | 18 |    |    | 15 | 14 |    |    |    |    |    |    |    | 1  | 2B | 2B | 2B | 2B |
| FC Ingolstadt 04          |    |    |    |    |    |    |    |    |    |    |    |    | 5  | 2  | 2B | 3L | 2B | 2B |
| SV Wehen                  | 17 |    |    | 13 | 6  | 13 | 11 | 6  | 7  | 7  | 3  | 3  | 1  | 2B | 2B | 2B | 3L | 3L |
| Kickers Offenbach         | 15 |    |    | 2  | 2  | 2B | 10 | 8  | 8  | 13 | 1  | 2B | 2B | 2B | 3L | 3L | 3L | 3L |
| FC Carl Zeiss Jena *      | RL | 2B | 2B | 2B | RL | RL | 18 |    |    |    |    | RL | 2B | 2B | 3L | 3L | 3L | 3L |
| SpVgg Unterhaching        | 1  | 2B | 2B | 2B | 2B | B  | B  | 2B | 1  | 2B | 2B | 2B | 2B | 6  | 3L | 3L | 3L | 3L |
| Wacker Burghausen         |    | 9  | 5  | 5  | 7  | 4  | 13 | 1  | 2B | 2B | 2B | 2B | 2B | 7  | 3L | 3L | 3L | 3L |
| Rot-Weiß Erfurt *         | RL | RL | RL | RL | RL | RL | 15 | 5  | 9  | 2  | 2B | 2B | RL | RL | 3L | 3L | 3L | 3L |
| VfB Stuttgart II          |    |    |    |    | 4  | 6  | 2  | 16 |    | 11 | 13 | 7  | 3  | 3  | 3L | 3L | 3L | 3L |
| SV Sandhausen             |    | 16 |    |    |    |    |    |    |    |    |    |    |    | 5  | 3L | 3L | 3L | 3L |
| SSV Jahn Regensburg       |    |    |    |    |    |    | 12 | 3  | 2  | 2B | 8  | 17 |    | 9  | 3L | 3L | 3L | 3L |
| 1. FC Heidenheim          |    |    |    |    |    |    |    |    |    |    |    |    |    |    | 1  | 3L | 3L | 3L |
| VfR Aalen                 |    |    |    |    |    | 10 | 7  | 4  | 10 | 6  | 12 | 6  | 6  | 4  | 3L | 1  | 3L | 3L |
| 1. FC Saarbrücken *       | 2B | RL | RL | RL | RL | RL | 2B | 2B | 6  | 3  | 2B | 2B | 15 |    |    | RL | 3L | 3L |
| SV Darmstadt 98           | 11 | 15 | 13 | 16 |    | 9  | 5  | 14 | 17 |    | 5  | 5  | 16 |    | 15 | 15 | 1  | 3L |
| TuS Koblenz *             |    |    |    |    |    |    |    |    |    |    | 11 | 2  | 2B | 2B | 2B | 2B | 3L | RL |
| Eintracht Trier *         | RL | RL | RL | RL | RL | RL | 4  | 2  | 2B | 2B | 2B | 16 |    |    | RL | RL | RL | RL |
| SV Elversberg *           |    |    | RL |    | RL | RL | 14 | 11 | 14 | 12 | 10 | 9  | 9  | 15 | RL | RL | RL | RL |
| 1. FC Kaiserslautern II * |    | RL |    | RL | RL | RL |    | 15 | 13 | 18 |    | 13 | 18 |    | RL | RL | RL | RL |
| FSV Mainz II *            |    |    |    |    |    |    |    |    |    | 14 | 17 |    |    |    | RL | RL | RL | RL |
| Stuttgarter Kickers       | 2  | 1  | 2B | 2B | 2B | 2B | 2B | 12 | 15 | 9  | 9  | 8  | 4  | 10 | 3L | 9  | 2  | 1  |
| SG Sonnenhof Großaspach   |    |    |    |    |    |    |    |    |    |    |    |    |    |    |    | 12 | 14 | 2  |
| Eintracht Fráncfort II    |    | 17 |    |    |    |    |    |    | 18 |    |    |    |    |    | 3  | 8  | 6  | 3  |
| Wormatia Worms *          |    |    |    |    |    |    |    |    |    |    |    |    |    |    | RL | RL | 12 | 4  |
| Karlsruher SC II 2        |    |    | 14 | 8  | 11 | 12 |    |    |    |    |    | 11 | 14 | 16 | 16 | 5  | 10 | 5  |
| SpVgg Greuther Fürth II   |    |    |    |    |    |    |    |    |    |    |    |    |    |    | 11 | 11 | 4  | 6  |
| TSG 1899 Hoffenheim II    |    |    |    |    |    |    |    |    |    |    |    |    |    |    |    |    | 5  | 7  |
| SC Friburgo II            |    |    |    |    |    |    |    |    |    |    |    |    |    |    | 14 | 3  | 7  | 8  |
| FC Ingolstadt 04 II       |    |    |    |    |    |    |    |    |    |    |    |    |    |    |    |    |    | 9  |
| 1. FC Nuremberg II        |    |    |    |    |    |    |    |    |    |    |    |    |    |    | 5  | 2  | 11 | 10 |
| KSV Hessen Kassel         | 13 | 10 | 12 | 18 |    |    |    |    |    |    |    |    | 10 | 14 | 2  | 4  | 3  | 11 |
| SV Waldhof Mannheim       | 2B | 2B | 2B | 7  | 1  | 2B | 2B | 2B | 2B |    |    |    |    |    | 4  | RL |    | 12 |
| TSV 1860 Múnich II        |    |    |    | 9  | 9  | 7  | 16 |    |    |    | 15 | 15 | 13 | 13 | 6  | 7  | 8  | 13 |
| FC Bayern Munich II       | 7  | 13 | 8  | 6  | 8  | 5  | 9  | 10 | 4  | 1  | 6  | 12 | 8  | 8  | 3L | 3L | 3L | 14 |
| FC Memmingen              |    |    |    |    |    |    |    |    |    |    |    |    |    |    |    |    | 13 | 15 |
| SC Pfullendorf            |    |    |    |    | 16 | 2  | 17 |    | 11 | 10 | 16 | 14 | 7  | 17 | 8  | 13 | 9  | 16 |
| FSV Fráncfort II          |    |    |    |    |    |    |    |    |    |    |    |    |    |    |    |    | 15 | 17 |
| FC Bayern Alzenau         |    |    |    |    |    |    |    |    |    |    |    |    |    |    |    | 18 |    | 18 |
| SV Wehen Wiesbaden II     |    |    |    |    |    |    |    |    |    |    |    |    |    |    | 9  | 16 | 16 |    |
| SSV Ulm 1846              | 4  | 3  | 6  | 1  | 2B | B  | 2B |    |    |    |    |    |    |    | 7  | 6  | 17 |    |
| SpVgg Weiden              |    |    |    |    |    |    |    |    |    |    |    |    |    |    |    | 10 | 18 |    |
| SSV Reutlingen 7          | 14 | 4  | 3  | 4  | 3  | 1  | 2B | 2B | 2B |    |    |    | 11 | 12 | 12 | 14 |    |    |
| 1. FC Eintracht Bamberg   |    |    |    |    |    |    |    |    |    |    |    |    |    |    | 10 | 17 |    |    |
| Viktoria Aschaffenburg 6  |    |    |    |    |    |    |    |    |    |    |    |    |    |    | 13 |    |    |    |
| TSV Großbardorf           |    |    |    |    |    |    |    |    |    |    |    |    |    |    | 17 |    |    |    |
| SpVgg Unterhaching II     |    |    |    |    |    |    |    |    |    |    |    |    |    |    | 18 |    |    |    |
| FSV Oggersheim *          |    |    |    |    |    |    |    |    |    |    |    |    |    | 18 | RL |    |    |    |
| Sportfreunde Siegen *     |    |    |    | RL | RL | RL | 6  | 7  | 16 | 16 | 2  | 2B | 12 | 11 |    |    |    |    |
| FK Pirmasens *            |    |    |    |    |    | RL |    |    |    |    |    |    | 17 |    |    |    |    |    |
| SpVgg Bayreuth 3          |    |    |    |    |    |    |    |    |    |    |    | 10 |    |    |    |    |    |    |
| 1. FC Eschborn            |    |    |    |    |    |    |    |    |    | 17 |    | 18 |    |    |    |    |    |    |
| 1. SC Feucht              |    |    |    |    |    |    |    |    |    | 8  | 14 |    |    |    |    |    |    |    |
| FC Nöttingen              |    |    |    |    |    |    |    |    |    |    | 18 |    |    |    |    |    |    |    |
| FC Schweinfurt 05         |    |    |    |    | 5  | 11 | 3  | 2B | 12 | 15 |    |    |    |    |    |    |    |    |
| Borussia Neunkirchen *    | RL | RL |    |    |    |    |    |    | 19 |    |    |    |    |    |    |    |    |    |
| VfR Mannheim 4            | 8  | 2  | 7  | 14 | 10 | 3  | 8  | 9  |    |    |    |    |    |    |    |    |    |    |
| SpVgg Ansbach             |    |    |    |    |    |    |    | 17 |    |    |    |    |    |    |    |    |    |    |
| Borussia Fulda            |    |    | 4  | 3  | 13 | 17 |    | 18 |    |    |    |    |    |    |    |    |    |    |
| TSF Ditzingen             | 6  | 5  | 15 | 12 | 12 | 15 |    |    |    |    |    |    |    |    |    |    |    |    |
| SG Quelle Fürth           |    |    | 17 |    |    | 16 |    |    |    |    |    |    |    |    |    |    |    |    |
| SV Lohhof                 | 16 |    |    |    |    | 18 |    |    |    |    |    |    |    |    |    |    |    |    |
| SC Weismain               |    |    | 10 | 11 | 17 |    |    |    |    |    |    |    |    |    |    |    |    |    |
| SC Neukirchen             |    | 12 | 9  | 15 | 18 |    |    |    |    |    |    |    |    |    |    |    |    |    |
| VfL Kirchheim/Teck        |    |    |    | 17 |    |    |    |    |    |    |    |    |    |    |    |    |    |    |
| SpVgg Ludwigsburg         | 10 | 7  | 16 |    |    |    |    |    |    |    |    |    |    |    |    |    |    |    |
| SG Egelsbach              | 12 | 14 | 18 |    |    |    |    |    |    |    |    |    |    |    |    |    |    |    |
| TSV Vestenbergsgreuth 5   | 5  | 6  |    |    |    |    |    |    |    |    |    |    |    |    |    |    |    |    |
| Rot-Weiß Frankfurt        | 18 |    |    |    |    |    |    |    |    |    |    |    |    |    |    |    |    |    |

Fuente:

### Simbología
| Símbolo | Significado                             |
| ------- | --------------------------------------- |
| B       | Bundesliga                              |
| 2B      | 2. Bundesliga                           |
| 3L      | 3. Liga                                 |
| 1       | Campeón de Liga                         |
| Lugar   | Liga                                    |
| Blanco  | Jugó en una liga inferior esa temporada |
| RL      | Jugó en otra de las Regionalligas       |